# آشخن
آشخن (ارمنی: Աշխեն; انگلیسی: Ashkhen; شناخته شده با نام ملکه آشخن; حیات نیمه دوم سده ۳ و نیمه اول سده ۴ میلادی) همسر تیرداد سوم ارمنستان بود. وی به واسطه ازدواج، ملکه ارمنستان بزرگ و عضو سلسله اشکانی ارمنستان شد.
در اصل آشخن یک شاهدخت سرمتی بود. وی دختر شناخته شده «آشکاتار» پادشاه الانان‌ها بود.